# Biossíntese
Biossíntese é um fenômeno, um processo de múltiplos passos, em que são produzidos compostos químicos complexos nos organismos vivos, como proteínas, lipídios e ácidos nucleicos a partir de reagentes mais simples, geralmente catalisados por enzimas, na qual os sustratos se convertem em produtos mais complexos.
Ao contrário da síntese química, a biossíntese ocorre normalmente dentro dos organismos vivos e é uma parte vital do metabolismo. No entanto, a biotecnologia permite a realização de biossíntese in vitro.
A biossíntese relaciona-se com processos anabólicos.
Na biossíntese, os compostos simples se modificam, se convertem em outros compostos ou se unem para formar macromoléculas. Este processo geralmente consiste em vias metabólicas. Algumas dessas vias biossintéticas estão localizadas dentro de uma única organela celular, enquanto outras envolvem enzimas que estão localizadas dentro de múltiplas organelas celulares. Exemplos dessas vias biossintéticas incluem a produção de componentes de membrana lipídica e nucleotídeos. Assim, a biossíntese geralmente é sinônimo de anabolismo.
Os elementos necessários para a biossíntese incluem: compostos precursores, energia química (por exemplo, ATP), e enzimas catalíticas que podem requerer coenzimas (por exemplo, NADH, NADPH). Estes elementos criam monômeros, os blocos de construção para macromoléculas. Algumas macromoléculas biológicas importantes incluem: proteínas, que são compostas por monômeros de aminoácidos unidos por ligações peptídicas, e moléculas de ADN, que são compostas por nucleótidos unidos por ligações fosfodiéster.

## Propriedades das reações químicas
A biossíntese se produz devido a uma série de reações químicas. Para que estas reações tenham lugar, são necessários os seguintes elementos:
- Compostos precursores: estes compostos são as moléculas ou substratos de partida em uma reação. Estes também podem ser vistos como os reativos em um dado processo químico.
- Energia química: a energia química pode ser encontrada na forma de moléculas de alta energia. Essas moléculas são necessárias para reações energeticamente desfavoráveis. Além da hidrólise desses compostos leva a uma reação direta. Moléculas de alta energia, como o ATP, têm três fosfatos. Frequentemente, o fosfato terminal é removido durante a hidrólise e transferido para outra molécula.
- Enzimas catalíticas: estas moléculas são proteínas especiais que catalisam uma reação ao aumentar a velocidade da reação e diminuir a energia de ativação.
- Coenzimas ou cofatores: os cofatores são moléculas que ajudam nas reações químicas. Estes podem ser íons metálicos, derivados vitamínicos como NADH e acetil CoA, ou derivados não vitamínicos como ATP. No caso de NADH, a molécula transfere um hidrogênio, enquanto que a acetil CoA transfere um grupo acetilo, e o ATP transfere um fosfato.

No sentido mais simples, as reações que ocorrem na biossíntese tem o seguinte formato:
{\displaystyle {\ce {Reactante ->[][enzima] Produto}}}
Algumas variações desta equação básica que serão discutidas mais tarde com mais detalhes são:
1. Compostos simples que são convertidos em outros compostos, geralmente como parte de uma via de reação em várias etapas. Dois exemplos desse tipo de reação ocorrem durante a formação de ácidos nucleicos e a carga de ARNt antes da tradução. Para algumas dessas etapas, é necessária energia química:
{\displaystyle {\ce {{Mol{\acute {e}}cula~precursora}+ATP<=>{producto~AMP}+PP_{i}}}}
2. Compostos simples que são convertidos em outros compostos com a ajuda de cofatores. Por exemplo, a síntese de fosfolípidos requer acetil CoA, enquanto que a síntese de outro componente da membrana, os esfingolípidos, requer NADH e FADH para a formação do esqueleto da esfingosina. A equação geral para estes exemplos é:
{\displaystyle {\ce {{Mol{\acute {e}}cula~precursora}+Cofactor->[][enzima]macromol{\acute {e}}cula}}}
3. Compostos simples que se unem para criar uma macromolécula. Por exemplo, os ácidos graxos se unem para formar fosfolípidos. Por sua vez, os fosfolípidos e o colesterol interatuam de maneira não covalente para formar a bicapa lipídica. Esta reação pode ser descrita como segue:
{\displaystyle {\ce {{Mol{\acute {e}}cula~1}+Mol{\acute {e}}cula~2->macromol{\acute {e}}cula}}}

## Lipídios

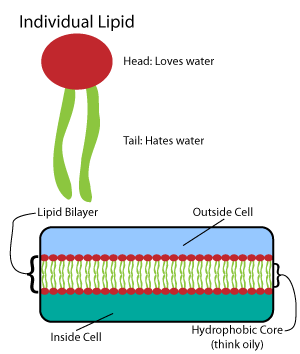
Membrana lipídica bicamada

Muitas macromoléculas intrincadas são sintetizadas em um padrão de estruturas simples e repetidas. Por exemplo, as estruturas mais simples de lipídios são os ácidos graxos. Os ácidos graxos são derivados de hidrocarbonetos ; contém uma "cabeça" de grupo carboxilo e uma "cauda" de cadeia de hidrocarboneto. Esses ácidos graxos criam componentes maiores, que por sua vez incorporam interações não covalentes para formar a bicamada lipídica. As cadeias de ácidos graxos são encontradas em dois componentes principais dos lipídios da membrana: o fosfolipídios e os esfingolipídios. Um terceiro componente principal da membrana, colesterol, não contém essas unidades de ácido graxo.

### Fosfolipídios
A base de todas as biomembranas consiste em uma estrutura bicamada de fosfolipídios. A molécula de fosfolipídio é anfipática; contém uma cabeça polar hidrofílica e uma cauda não polar hidrofóbica. As cabeças de fosfolipídios interagem entre si e com o meio aquoso, enquanto as caudas de hidrocarbonetos são orientadas ao centro, longe da água. Essas últimas interações conduzem a estrutura de duas camadas que atua como uma barreira para íons e moléculas.
Existem vários tipos de fosfolipídios; consequentemente, suas vias de síntese diferem. No entanto, a primeira etapa na síntese de fosfolipídios envolve a formação de fosfatidato ou diacilglicerol 3-fosfato no retículo endoplásmico e membrana mitocondrial externa. A rota de síntese é apresentada abaixo:
A via começa com o glicerol 3-fosfato, que é convertido em lisofosfatidato por meio da adição de uma cadeia de ácido graxo fornecida pela acil coenzima A. O lisofosfatidato é então convertido em fosfatidato por meio da adição de outra cadeia de ácido graxo fornecida por um segundo acil CoA; Todas essas etapas são catalisadas pela enzima glicerol fosfato aciltransferase. A síntese de fosfolipídios continua no retículo endoplasmático, e a via de biossíntese difere dependendo dos componentes do fosfolipídio particular.

### Esfingolipídios
Como os fosfolipídios, esses derivados de ácidos graxos têm cabeça polar e cauda apolar. Ao contrário dos fosfolipídios, os esfingolipídios têm um esqueleto de esfingosina. Os esfingolípidos existem nas células eucariotas e são particularmente abundantes no sistema nervoso central. Por exemplo, a esfingomielina é parte da bainha de mielina das fibras nervosas.
Os esfingolipídios são formados a partir de ceramidas que consistem em uma cadeia de ácido graxo ligada ao grupo amino de uma estrutura esfingosina. Essas ceramidas são sintetizadas a partir da acilação da esfingosina. A via biossintética da esfingosina é apresentada abaixo:
Como a imagem indica, durante a síntese da esfingosina, palmitoil-CoA e serina sofrem uma reação de condensação que tem como resultado a formação de desidrosfingosina. Este produto se reduz então para formar diidrospingosina, que se converte na esfingosina através da reação de oxidação mediante FAD.

### Colesterol
Este lipídio pertence a uma classe de moléculas chamadas esteróis. O esteróis tem quatro anéis fundidos e um grupo hidroxilo. O colesterol é uma molécula particularmente importante. Não serve apenas como um componente das membranas lipídicas, mas também é um precursor de vários hormônios esteróides , como o cortisol, a testosterona e o estrogênio.
O colesterol é sintetizado a partir de acetil CoA. O caminho é mostrado abaixo:
De maneira mais geral, esta síntese ocorre em três etapas, a primera etapa tem lugar no citoplasma e a segunda e terceira etapas ocorrem no retículo endoplasmático. As etapas são as seguintes:
1. A síntese de pirofosfato de isopentenilo, o "bloco de construção" do colesterol
2. A formação de esqualeno através da condensação de seis moléculas de fosfato de isopentenilo.
3. A conversão de esqualeno em colesterol através de várias reações enzimáticas.

## Nucleotídeos
A biosíntese de nucleotídeos implica reações catalisadas por enzimas que convertem os substratos em produtos mais complexos. Os nucleotídeos são os componentes básicos do ADN e o ARN. Os nucleotídeos são compostos por um anel de cinco membros formado por açúcar de ribose no ARN e açúcar de desoxirribose no ADN; estes açúcares estão vinculados a uma base de purina ou pirimidina com uma ligação glicosídica e um grupo fosfato na posição 5 ' do açúcar.

### Nucleotídeos de purina

Síntese de IMP.

Os nucleotídeos de ADN adenosina e guanosina consistem em uma base de purina ligada a um açúcar ribose com uma ligação glicosídica. No caso dos nucleotídeos de RNA desoxiadenosina e desoxiguanosina, as bases de purina se unem a um açúcar de desoxirribose com uma ligação glicosídica. As bases purinas nos nucleotídeos de ADN e ARN são sintetizadas em um mecanismo de reação de doze passos presente na maioria dos organismos unicelulares. Os eucariotas superiores empregam um mecanismo de reação similar em dez passos de reação. As bases purina são sintetizadas convertendo o pirofosfato de fosforibosilo (PRPP) em monofosfato de inosina (IMP), que é o primeiro intermediário chave na biossíntese da base purina. A modificação enzimática adicional de IMP produz as bases de adenosina e guanosina de nucleotídeo.
1. O primeiro passo na biossíntese de purinas é uma reação de condensação, realizada pela glutamina-PRPP amidotransferase. Esta enzima transfere o grupo amino da glutamina à PRPP, formando 5-fosforribosilamina. A próxima etapa requer a ativação da glicina mediante a adição de um grupo fosfato de ATP.
2. GAR sintetase[16] realiza a condensação de glicina ativada en PRPP, formando ribonucleotídeo de glicinamida (GAR).
3. GAR transformilase agrega um grupo formilo ao grupo amino de GAR, formando ribonucleotídeo formilglicinamida (FGAR).
4. A amidotransferase[17] FGAR catalisa a adição de um grupo de nitrogênio a FGAR, formando ribonucleotídeo formilglicinamidina (FGAM).
5. A FGAM ciclase catalisa o fechamento do anel, o que implica na eliminação de uma molécula de água, formando o anel de imidazol de 5 membros 5-aminoimidazol ribotida (AIR).
6. A N5-CAIR sintetase transfere um grupo carboxilo, formando o intermediário N5-carboxiaminoimidazol ribonucleótido (N5-CAIR).[18]
7. A N5-CAIR mutase reorganiza o grupo funcional carboxilo e o transfere o anel de imidazol, formando ribonucleotídeo carboxiaminoimidazol (CAIR). O mecanismo de dois passos da formação de CAIR a partir do AIRE se encontra principalmente em organismos unicelulares. Os eucariotas superiores possuem a enzima AIR carboxilase,[19] que transfere um grupo carboxilo diretamente ao anel de imidazol de AIR, formando CAIR.
8. A SAICAR sintetase forma uma ligação peptídica entre o aspartato e o grupo carboxilo agregado do anel imidazol, formando N-succinil-5-aminoimidazol-4-carboxamida ribonucleotídeo (SAICAR).
9. SAICAR liase elimina o esqueleto de carbono do aspartato agregado, deixando o grupo amino e formando ribonucleótido 5-aminoimidazol-4-carboxamida (AICAR).
10. AICAR transformilase transfere um grupo carbonilo a AICAR, formando N-formilaminoimidazol-4-carboxamida ribonucleotídeo (FAICAR).
11. O último passo consiste na enzima IMP sintase, que realiza o fechamento do anel de purina e forma o intermediário monofosfato de inosina.[6]

### Nucleotídeos de pirimidina

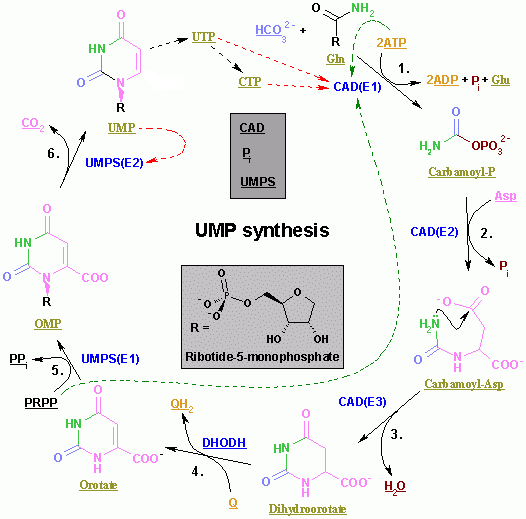
Biosíntese de monofosfato de uridina (UMP)

Outras bases de nucleotídeos de ADN e ARN que estão vinculadas ao açúcar da ribose através de um ligação glicosídica são a timina, a citosina e o uracilo (que só se encontra no ARN). A biosíntese de monofosfato de uridina implica uma enzima que se encontra na membrana mitocondrial interna e enzimas multifuncionais que se encontram no citosol.
1. O primeiro passo envolve a enzima fosfato de carbamoílo sintase na combinação de glutamina com CO2 em uma reação dependente de ATP para formar fosfato de carbamoílo.
2. A aspartato carbamoiltransferase condensa o carbamoilfosfato com o aspartato para formar uridosuccinato.
3. A diidroorotase realiza o fechamento do anel, uma reação que perde água, para formar diidroorotato.
4. A diidroorotato desidrogenase, localizado dentro da membrana mitocondrial interna,[20] oxida o diidroorotato a orotato.
5. A orotato de fosforribosilo hidrolase (OMP pirofosforilase) condensa o orotato com PRPP para formar orotidina-5'-fosfato .
6. A OMP decarboxilase catalisa la conversão de orotidina-5'-fosfato em UMP.[21]

Depois que a base do nucleotídeo da uridina é sintetizada, as outras bases, citosina e timina, são sintetizadas. A biossíntese de citosina é uma reação em duas etapas envolvendo a conversão de UMP em UTP. A adição de fosfato a UMP é catalisada por uma enzima quinase. A enzima CTP sintase catalisa a seguinte etapa de reação: a conversão de UTP em CTP mediante a transferência de um grupo amino de glutamina a uridina; Este forma a base de citosina de CTP. O mecanismo, que descreve a reação UTP + ATP + glutamina ⇔ CTP + ADP + glutamato, é apresentado a seguir:
A citosina é um nucleotídeo que está presente tanto no ADN como no ARN. No entanto, a uracila é encontrada apenas no RNA. Portanto, após o UTP ser sintetizado, ele deve ser convertido em uma forma deoxi para incorporar-se no ADN. Esta conversão implica a enzima ribonucleosídeo-trifosfato redutase. Esta reação que elimina o 2'-OH do açúcar ribose para gerar desoxirribose não se ve afetada pelas bases unidas ao açúcar. Esta não especificidadepermite que a ribonucleosídeo trifosfato reductase converta todos os nucleosídeos trifosfatos a desoxirribonucleotídeo mediante um mecanismo similar.

Em contraste com a uracila, as bases da timina são encontradas principalmente no DNA, não no RNA. As células normalmente não contêm bases de timina que são ligadas aos açúcares ribose no RNA, indicando que as células sintetizam apenas timina ligada à desoxirribose. A enzima timidilato sintetase é responsável por sintetizar os resíduos de timina de dUMP a dTMP. Esta reação transfere um grupo metilo à base de uracilo de dUMP para gerar dTMP. A reação da timidilato sintase, dUMP + 5,10-metilentetraidrofolato ⇔ dTMP + di-hidrofolato, é apresentada à direita. 

## ADN

À medida que a ADN polimerase se move em uma direção de 3 'a 5' ao longo da linha do modelo, sintetiza uma nova cadeia na direção de 5' a 3'

Embora existam diferenças entre a síntese de ADN eucarióticos e procarióticos , a seção a seguir denota as principais características da replicação do ADN compartilhada por ambos organismos.
O ADN é composto de nucleotídeos que são unidos por ligações fosfodiéster. A síntese de ADN, que tem lugar no núcleo, é um processo semiconservativo, o que significa que a molécula de ADN resultante contém uma cadeia original da estrutura principal e uma nova cadeia. A síntese de ADN é catalisada por uma família de ADN polimerases que requerem quatro trifosfatos de desoxinucleosídeos, uma cadeia de modelo e um iniciador com um 3'OH livre no qual se incorporam nucleotídeos.
Para que a replicação do DNA ocorra, se cria uma bifurcação de replicação mediante enzimas chamadas helicases que desenrolam a hélice do ADN. As topoisomerases na bifurcação de replicação, eliminem os ADN superenrolamentos causados pelo desenrolamento de DNA, e as proteínas de ligação a ADN de fita simples mantém os dois modelos de ADN de fita simples estabilizados antes da replicação.
A síntese de ADN inicia com a ARN polimerase primase, que produz um primer de ARN com um 3'OH livre. Este primer está unido ao molde de ADN de fita simples e ADN polimerase alonga a fita incorporando nucleotídeos; a ADN polimerase também corrige a fita de ANA recém-sintetizada.
Durante a reação de polimerização catalisada pela ADN polimerase, é produzido um ataque nucleofílico pelo 3'OH da cadeia em crescimento no átomo de fósforo mais interno de um trifosfato de deoxinucleosídeo; esteo produz a formação de uma ponte de fosfodiéster que une um novo nucleotídeo e libera pirofosfato.

Dois tipos de cadeias são criadas simultaneamente durante a replicação: a cadeia principal, que é sintetizada continuamente e cresce até a bifurcação de replicação, e a cadeia atrasada, que é realizada de forma descontínua nos fragmentos de Okazaki e longe da bifurcação de replicação. Os fragmentos de Okazaki se unem covalentemente pela ADN ligase para formar uma cadeia contínua. Em seguida, para completar a replicação do DNA, os primers de RNA são removidos e as lacunas resultantes são substituídas por DNA e unidas através da ADN ligase.

## Aminoácidos
Uma proteína é um polímero feito de aminoácidos que estão unidos por ligações peptídicas . Há mais de 300 aminoácidos encontrados na natureza dos quais somente vinte, conhecidos como os aminoácidos essenciais, são os componentes básicos das proteínas. Somente as plantas verdes e a maioria dos micróbios são capazes de sintetizar todos os 20 aminoácidos essenciais que são necessários para todas as espécies vivas. Os mamíferos só podem sintetizar dez dos vinte aminoácidos essenciais. Os outros aminoácidos, valina, metionina, leucina, isoleucina, fenilalanina, lisina, treonina e triptofano para adultos e histidina e arginina para bebês são obtidos através da dieta.

### Estrutura básica do aminoácido

L-aminoácido

A estrutura geral dos aminoácidos essenciais inclui um grupo amino primário, um grupo carboxilo e o grupo funcional unido ao carbono α. Os diferentes aminoácidos se identificam pelo grupo funcional. Como resultado dos três grupos diferentes unidos ao carbono α, os aminoácidos são moléculas assimétricas. Para todos os aminoácidos essenciais, exceto a glicina, o carbono α é um centro quiral. No caso da glicina, o carbono α tem dois átomos de hidrogênio, o que agrega simetria a esta molécula. Com a exceção da prolina, todos los aminoácidos encontrados na vida tem a conformação L-isoforma. A prolina tem um grupo funcional no carbono α que forma um anel com o grupo amino.

### A família do glutamato de aminoácidos

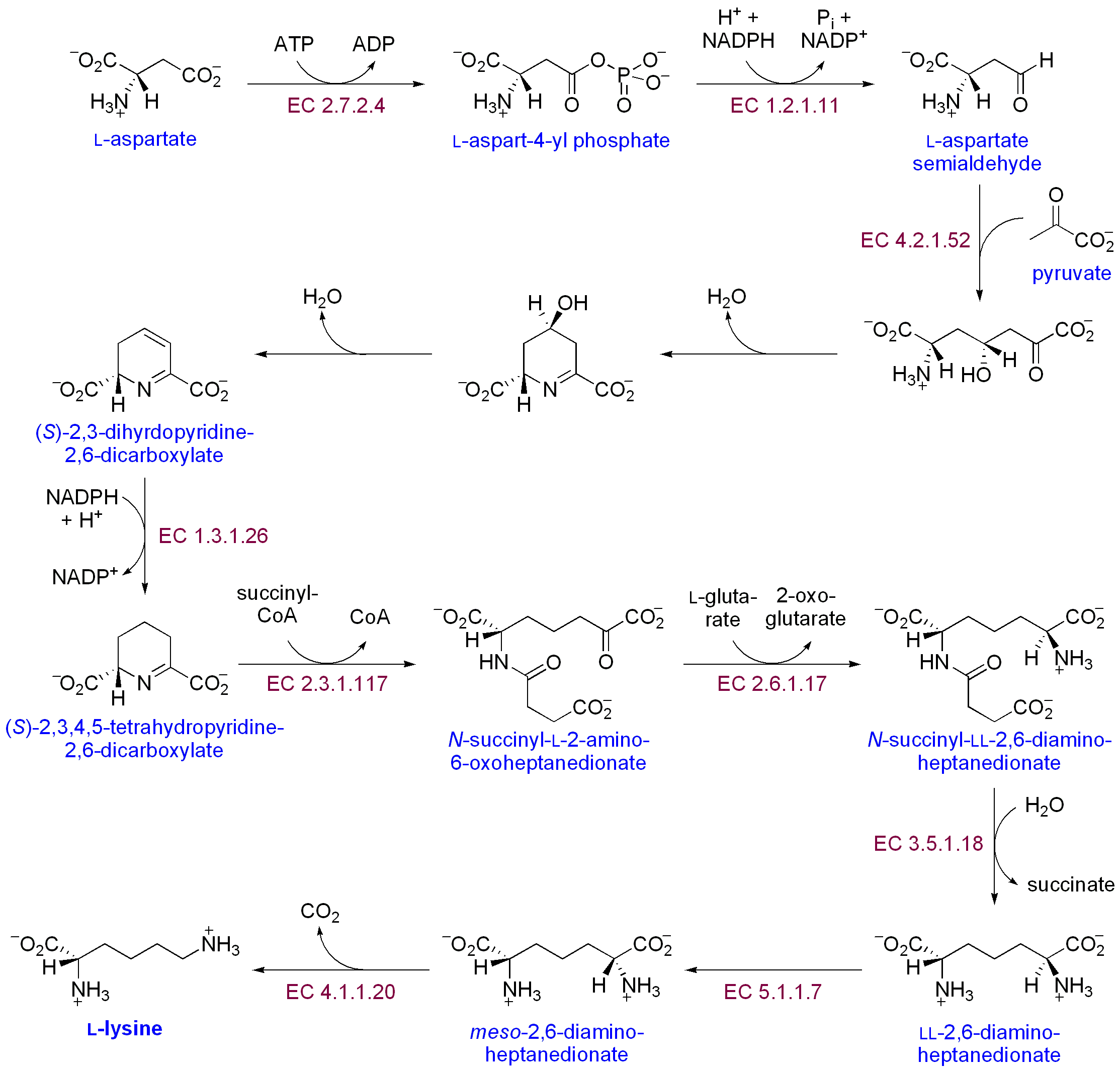
A via do ácido diaminopimélico.

### A família de aminoácidos do aspartato

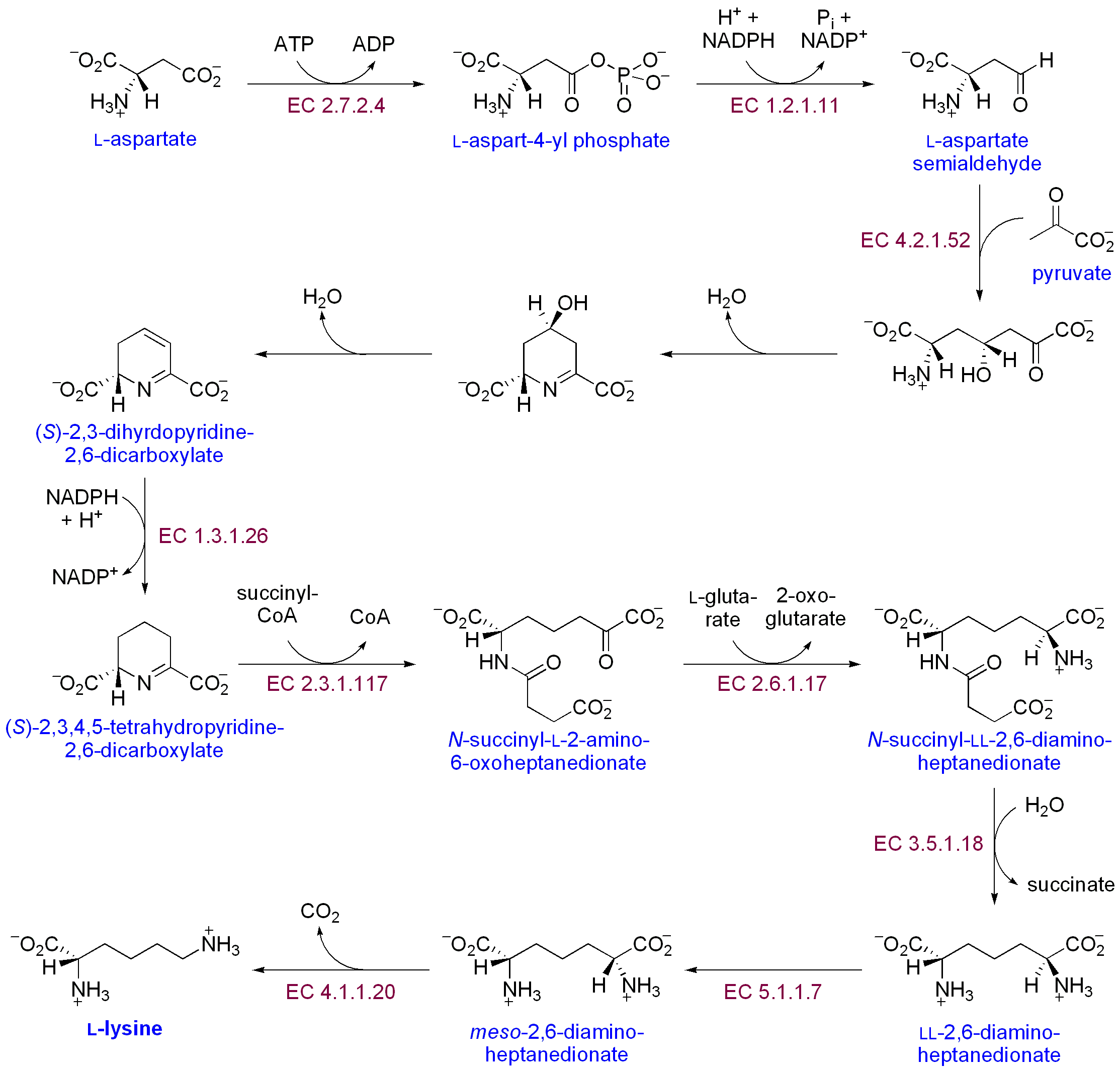
A via biossintética da lisina do ácido diaminopimélico.

## Proteínas

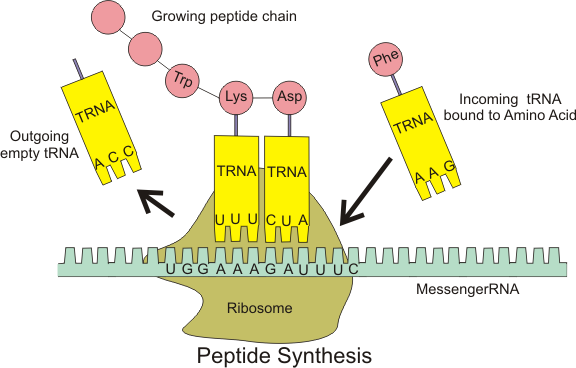
O anticódon do ARNt interage com o códon do mRNA para ligar um aminoácido à cadeia polipeptídica em crescimento.

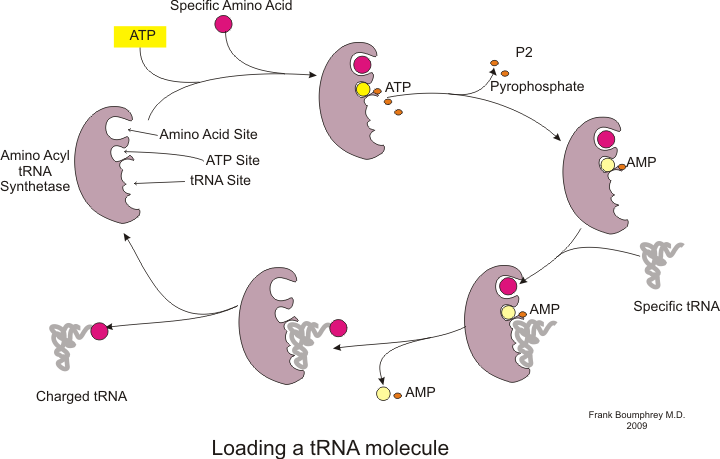
O processo de carga de ARNt.

### Tradução em passos

Tradução

## Doenças associadas à deficiência de macromoléculas

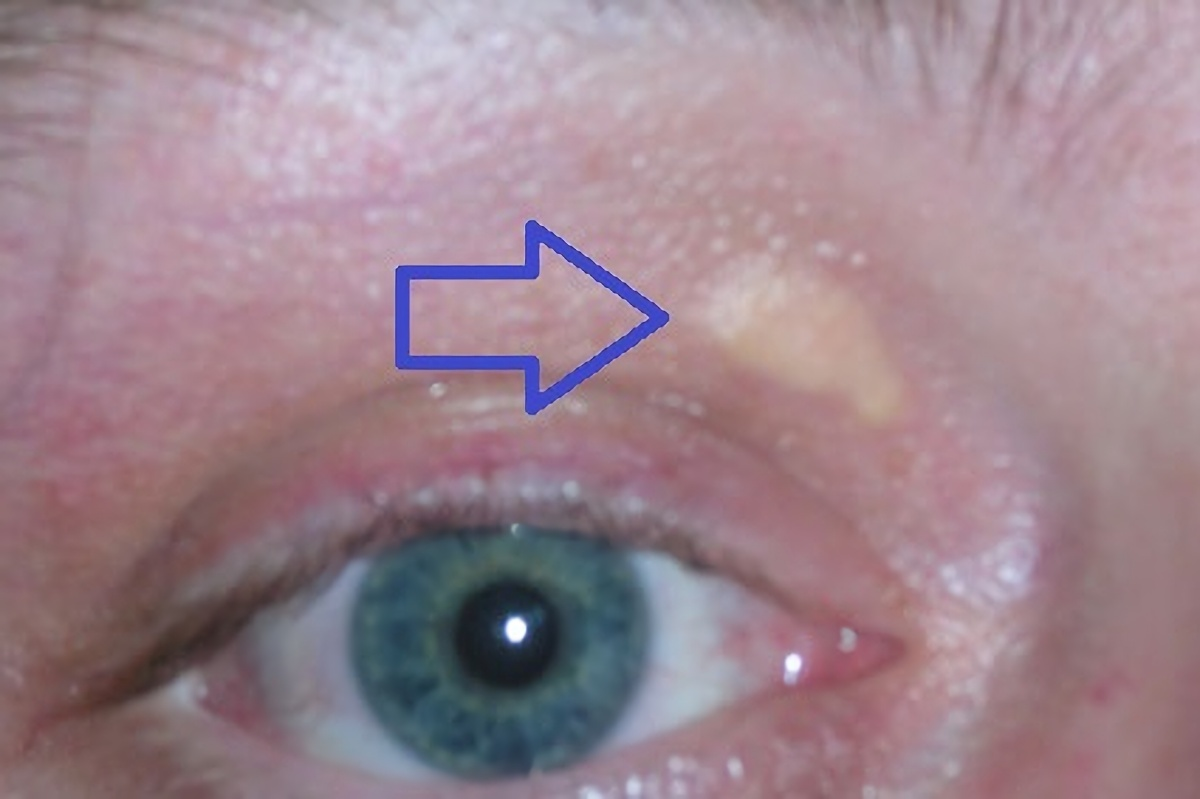
A hipercolesterolemia familiar provoca depósitos de colesterol.